# Телеведущий: Легенда о Роне Бургунди
«Телеведущий: Легенда о Роне Бургунди» (англ. Anchorman: The Legend of Ron Burgundy) — кинокомедия режиссёра Адама Маккея.

## Сюжет
Рон Бургунди является самым рейтинговым ведущим в Сан-Диего в 70-х. Феминизм в стране берёт своё и в редакции телеканала появляется амбициозная ведущая новостей Вероника Корнигстоун. Их знакомство произошло при щекотливых обстоятельствах, когда Рон, не зная, кто Вероника такая, попытался приударить за ней в баре. С тех пор они на ножах. Рон готов сидеть в кадре дуэтом до тех пор, пока Вероника остается на своем месте, охватывающем кошачьи показы мод, приготовление еды и другие «женские» интересы. Но когда Вероника отказывается быть просто «конфеткой для глаз», она уверенно занимает место ведущего новостного выпуска. Пытаясь отомстить своему партнёру и прочно занять место лидера, Вероника подменяет Рону текст в телесуфлёре. Рон, который читает всё, что ему дают, не задумываясь, заканчивает выпуск новостей оскорблением всех жителей города.

## В ролях
- Уилл Феррелл — Рон Бургунди
- Кристина Эпплгейт — Вероника Корнигстоун
- Пол Радд — Брайан Фонтана
- Стив Карелл — Брик Темленд
- Дэвид Кокнер — Чемпион «Чемп» Кайнд
- Фред Уиллард — Эд Харкен
- Крис Парнелл — Гарт Холадей
- Винс Вон — Вес Ментут
- Уилсон, Люк — Френк Витчард
- Бен Стиллер — Артуро Мендез
- Тим Роббинс
- Сет Роген — оператор
- Джек Блэк — мотоциклист
- Дэнни Трехо — бармен

## Отзывы
Фильм занял 85-е место в списке "100 лучших фильмов XXI века", составленном газетой The New York Times.

## Награды и номинации
- 2005 — номинация на премию MTV Movie Awards в четырёх категориях
- 2005 — номинация на премию Золотая малина
  - худший актёр (Бен Стиллер)

## Сиквел
Студия DreamWorks отказалась снять сиквел «Телеведущий 2: И снова здравствуйте», этим занималась студия Paramount Pictures. Премьера состоялась 20 декабря 2013 года.